# Australsk gravand
Australsk gravand (latin: Tadorna tadornoides) er en gravand, en gruppe af store gåse-lignende ænder. Slægtsnavnet Tadorna har keltiske rødder og betyder "broget vandfugl". Den har et markant kastaniefarvet bryst og en overvejende sort krop. Den er beskyttet i Australien i henhold til National Parks and Wildlife Act 1974.

## Taksonomi
William Jardine og Prideaux John Selby beskrev den australske gravand i 1828.

### Udseende
Hannen er fortrinsvis mørk med et kastaniefarvet bryst. Den har en hvid ring om halsen og et mørkegrønt hoved. Hunnen ligner, men den har en hvid øjenring og er mindre. Begge køn har sorte og kastaniefarvede vinger med et grønt vingespejl og noget hvidt, som ses i flugten. 
Den dunede unge er hvid med en brun isse og brune striber fra isse til hale. Ungfuglehannen er ikke så farverig som den voksne og mangler den hvide ring om halsen. Den unge hun har et mere hvidt hoved.
Hannen skræpper som en gås, mens hunnens kald er et højt gennemtrængende "tsiik, tsiik".

## Udbredelse
Den australske gravand yngler fortrinsvis i det sydlige Australien og på Tasmanien. Den er ret almindelig. Om vinteren trækker mange fugle mod nord. Fuglen er også en almindelig gæst i New Zealand.
Dens primære habitat er søer i åbent land. Lige som andre gravænder, har den nogle foretrukne steder, når den skal skifte fjerdragt. De største steder er Lake George i New South Wales og Cooroong i South Australia, hvor mange fugle samles.

## Adfærd
Den australsk gravand kan ses i flokke på 1.000 fugle eller mere. Den er meget sky over for mennesker og vil ofte give et varselskald, hvis der er mennesker i nærheden. I byområder kan den dog godt vænne sig til mennesker. Ungfuglen dykker ofte, men den voksne fugl dykker kun, når den skifter fjerdragt og ikke kan flyve, eller hvis den er skadet eller skræmt.

## Føde
Den australske gravand græsser på land og på lavt vand. Den spiser også alger, insekter og bløddyr.

## Yngleforhold
Den australske gravand bygger ofte rede i hule træer, hvor den forer reden med dun, i huler, grave og lignende. Den lægger 8 - 15 æg, som den ruger 30 - 33 dage. Efter de har forladt reden, samles de dunede unger, som endnu ikke kan flyve, i grupper på 20 - 40 unger og i sjældne tilfælde helt op til 100 fugle.